# 安联竞技场
安联竞技场（德語：Allianz Arena）是坐落于慕尼黑北部的一座专业足球场，在举办国内赛事时可提供75021个观众席位，其中包括57343个座席、13749个站席、1374个包厢席、2152个商务席（含102个荣誉贵宾席）和966个赞助商席位。自2005-06赛季以来，安联竞技场一直承办拜仁慕尼黑的主场比赛；在2016-17赛季结束之前，它还是慕尼黑1860的主场。它也是2006年世界杯足球赛、2012年欧洲冠军联赛决赛和2025年欧洲冠军联赛决赛的场地。竞技场最初由拜仁慕尼黑股份公司和慕尼黑1860双合股份有限公司所共同拥有。拜仁慕尼黑股份公司随后收购了慕尼黑1860双合股份有限公司所持有的股份，如今是其唯一的业主。

## 方位及交通接驳
安联竞技场位于慕尼黑市辖区施瓦宾-弗莱曼北端的弗略特马宁荒原，距离市中心玛利亚广场的直线距离约为9.8公里。由于毗邻慕尼黑北互通（A9/A99号高速公路），竞技场的交通十分便利，并在周边设有与比赛相关、可供约11000辆私家车停泊的停车场。在南部可以通过A9号高速公路的慕尼黑-弗略特马宁南出入口（AS München-Fröttmaning-Süd）抵达；在北部则可从西经由A99号高速公路的慕尼黑-弗略特马宁北出入口（AS München-Fröttmaning-Nord）抵达，或从东经由慕尼黑北互通至慕尼黑-弗略特马宁南出入口抵达。
步行15分钟穿过平整空地，即可从竞技场到达弗略特马宁地铁站。这是慕尼黑地铁U6线的站点，通往慕尼黑市中心大约需时16分钟。从慕尼黑火车总站到发的旅客必须换乘快铁（经由玛利亚广场站换乘）才能来到U6线。或者，可以搭乘地铁地铁U1、U2、U7和U8线（在森德灵门站）或地铁U4和U5线（在音乐厅广场站）换乘。从慕尼黑东站到发的旅客也需要通过快铁或地铁U5线换乘。若是从慕尼黑机场抵达，则还有多一段约40分钟的快铁车程至玛利亚广场。在部分拜仁的主场比赛日，为了缓解地铁的负担，从多纳斯贝格桥快铁站也会提供免费的巴士服务往返于竞技场。

## 场馆特点

### 容量

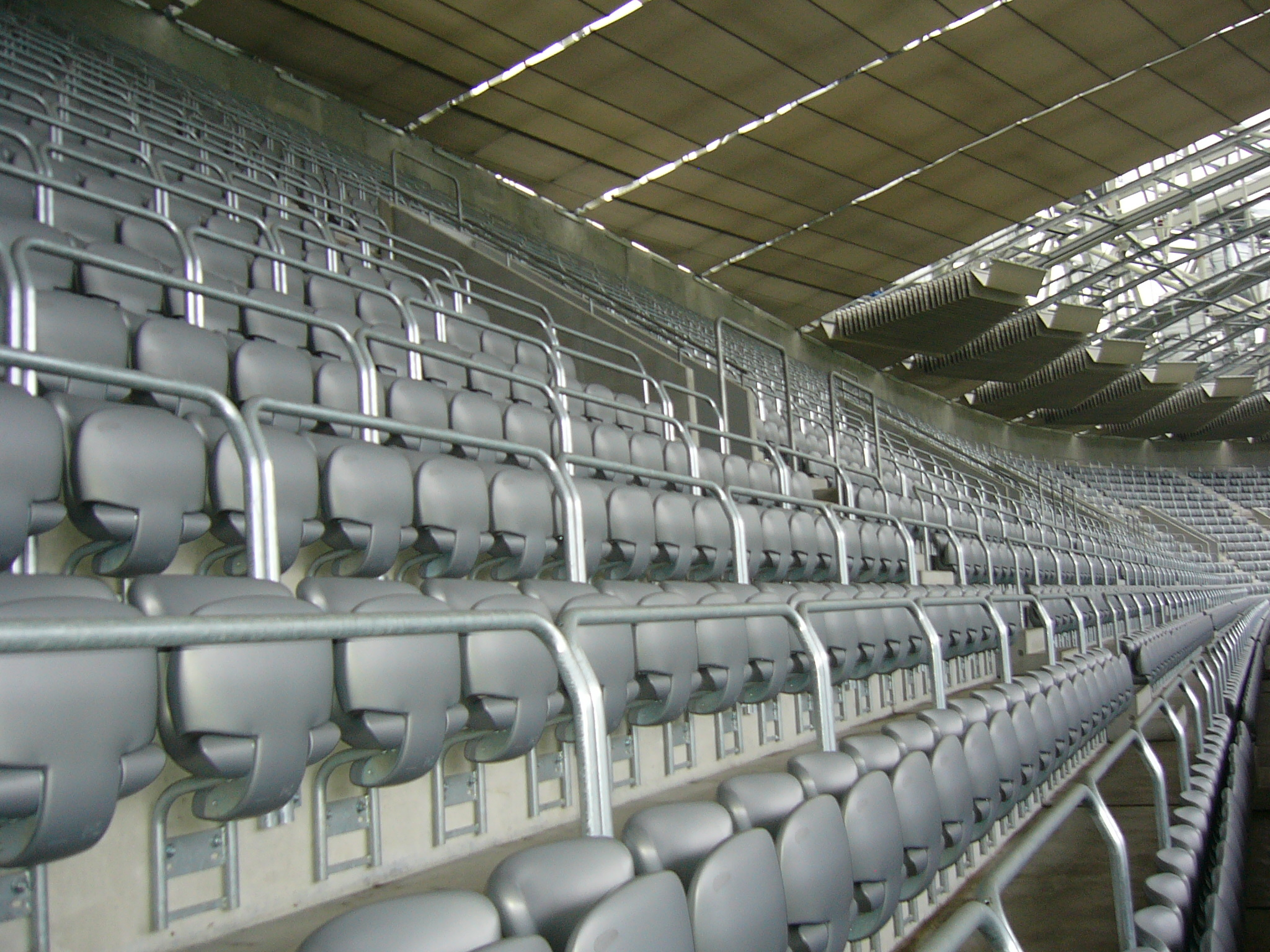
上层的倾角约为34°。在屋顶下可见伸缩的卷帘。

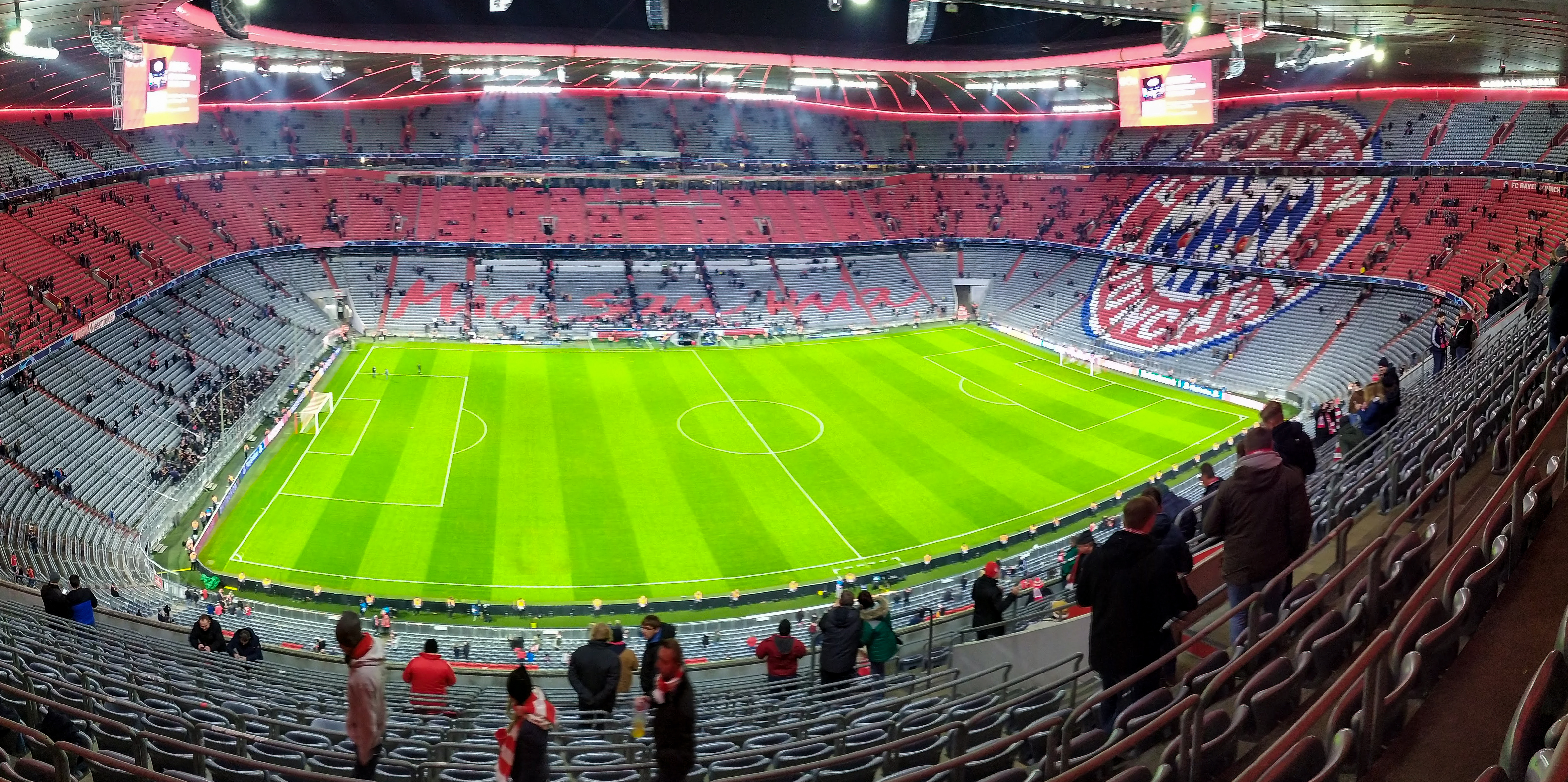
2018年改造后的内景

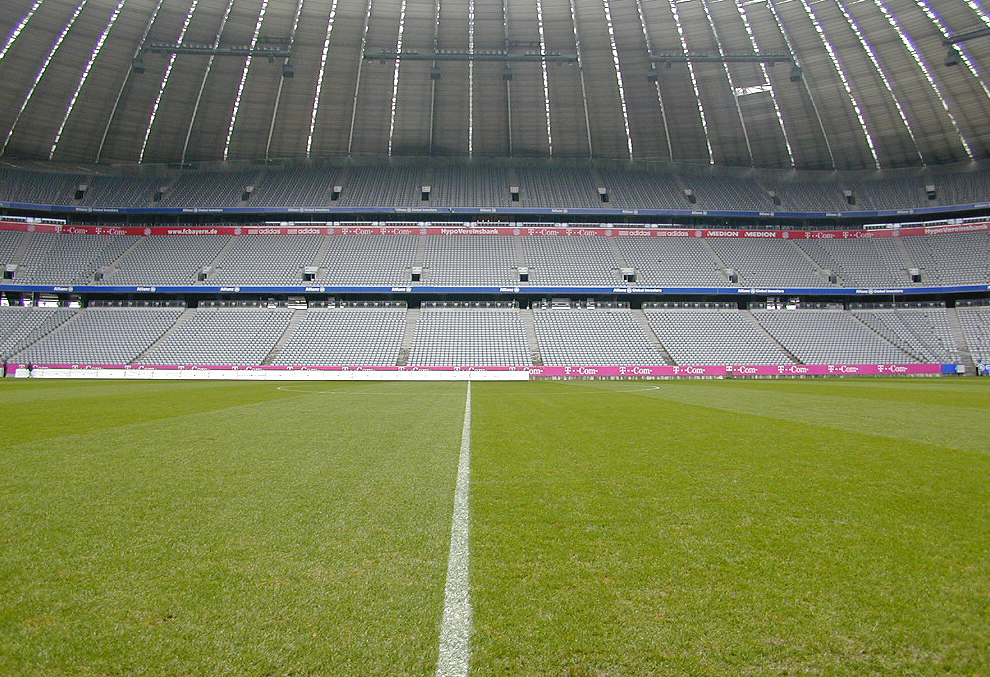
2018年改造前的内景

除了不可闭合的露天顶盖外，安联竞技场是一座全封闭式的专业性足球场，其承办国际比赛的容量为69344人（2012年8月以前为66000人），并且几乎均匀地分布在三个层级：下层约25000席，中层约24000席以及上层约22000席。其倾角从下层的24°至中层的30°再变化至上层的34°。竞技场的67812个座席包含了2152个商务（中层楼座）和赞助商席位（下层楼座）以及约400个媒体席（现场解说席及文字媒体席设于下层楼座），另有1374个由106块不同规模、最多可提供62席的包厢（设于中层和上层）组成的包厢席，以及227个供残疾人及其陪同者使用、设于主通道层而无需变换层级的席位。媒体席的数量可根据需求而变，对于常规德甲比赛而言，应配备176个带桌板的席位、98个无桌板的席位和90个解说员席位，即共计364个媒体席位；而在2006年世界杯足球赛期间则提供了2600个媒体席，其中包括设于西部下层的带桌板和无桌板席位各1000个，以及600个设于西部上层的解说席。
对于本土的德甲联赛和足协杯，下层25000席之中位于南、北转弯处上的约5200个座席将被转换为6800个站席（通过将西部下层的赞助商席替换为标准席，可使容量增加约1000席）。席位容量的增加最初是基于这样的事实：总共约4000个席位无法在竞技场之外的地方出售。2006年1月16日，当局批准将席位增加至69901个，因此自2005-06赛季德甲下半程以来，除去所有媒体和工作人员证后，联赛和杯赛的观众容量可达到69000人。自2006-07赛季起，第112和113区（南部转弯位）已被用作国内赛事的完全站席区；仅在国际比赛时才会根据欧洲足联和国际足联的要求在护墙上安装座椅，但通常不使用。
所有席位都有顶篷覆盖，但由于风力的影响，降水时的雨点有可能会落在部分席位上。在2005-06赛季冬歇期，为了进一步提高舒适度，主分布层的出入口都增设了大门，它们会于比赛期间关闭。因此在比赛进行过程中，横风不会掠过观众楼座。当大门升高时，草坪的通风会更好。至2012-13赛季伊始，上层又增加了两排席位，使竞技场的容量达到71137人，国际比赛则为67812人。
2013年4月，竞技场宣布将国际比赛的观众人数也提升至71000人。这将通过优化南、北看台的空间来实现。2014年8月，竞技场再次扩建，新增有约2200个站席位和约1500个座席。
南部转弯位的下层配备了组合系统。用于国际比赛的可折叠式座椅置于金属箱内，可降低至地面。这种所谓的“斯图加特模式”（Stuttgarter Modell）是在斯图加特体育场的改造中得到首次被使用。这也是为了满足慕尼黑申办2020年欧洲足球锦标赛时，对于决赛场地至少可容纳70000名观众的要求。 这些额外席位的使用直至2015年1月才获得批准，这意味着竞技场此时在举办德甲和足协杯时可容纳75024名观众，举办国际比赛时也可容纳69344名观众。然而，据拜仁慕尼黑股份公司首席财务官扬-克里斯蒂安·德雷森（Jan-Christian Dreesen）表示，通过架设第四层来进一步提升容量还有很长的路要走。
在慕尼黑1860进行主场比赛时，出于安全考虑（在南部转弯位设立主队和客队球迷的缓冲带）仅允许容纳71400名观众。
赞助商/商务席位以及包厢席位还可以通过自动扶梯和独立的验票口从S0/S1号停车场进入。媒体代表的证件是由所谓的“媒体俱乐部”（Presseclub）发放，该俱乐部位于观众入口下方的0层，可以通过S1号停车场或坡道抵达。

### 平整空地及库尔特·兰道尔广场

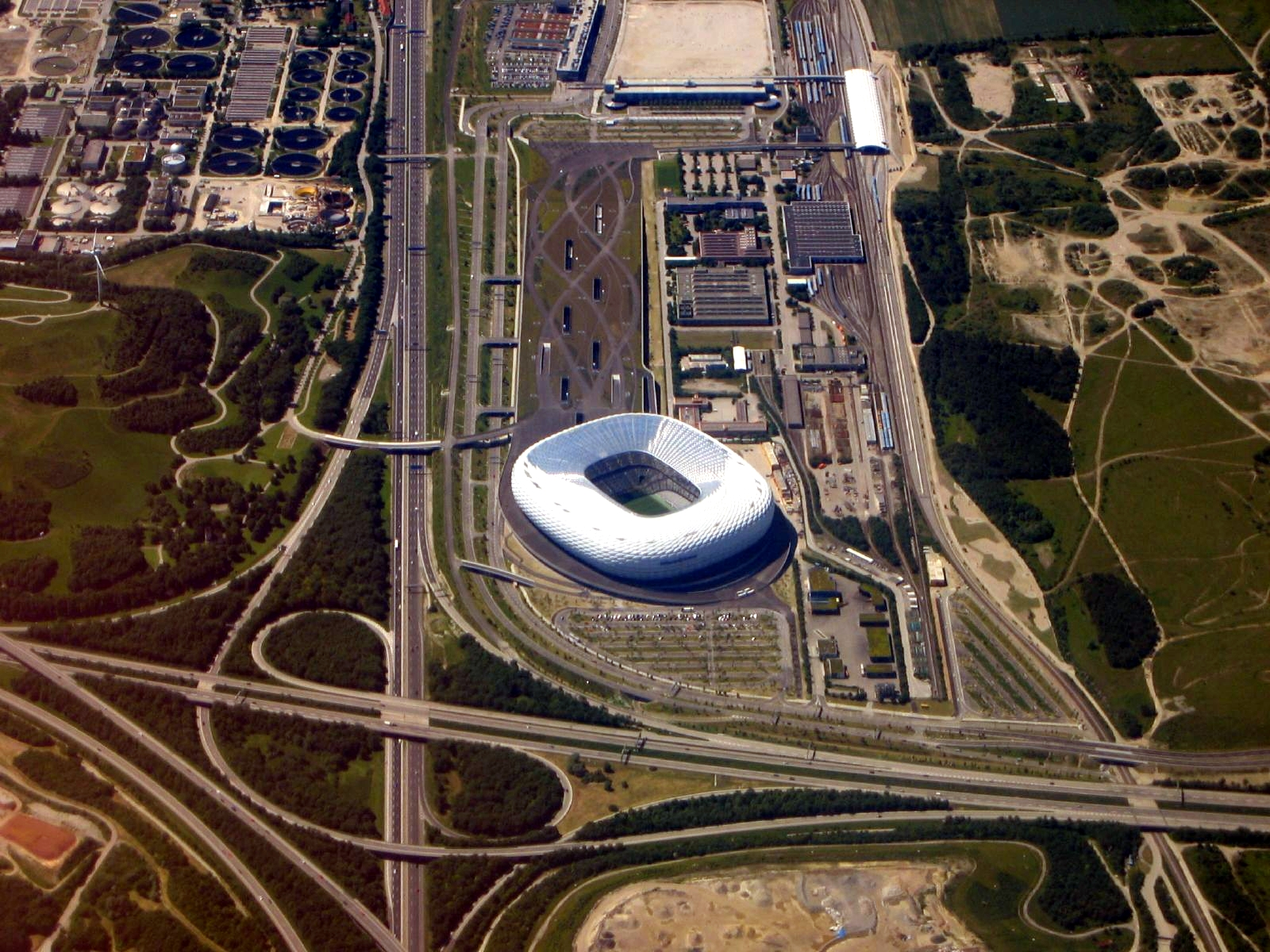
平整空地鸟瞰图（2005年）

位于竞技场南侧的四层停车场是欧洲最大的体育场车库之一，设有约9800个泊位。其上方的平整空地是观众往来竞技场的主要人行通道。绿色空地设有一条宽133米、长600米和一条宽136米、长543米的蜿蜒道路，将弗略特马宁地铁站和停车场（每个停车区各有两个楼梯间）与竞技场连接在一起。同时，它还可对人流的集散和目的地进行引导。该空地始于北部人行天桥通往地铁站的地面层，经过停车场，并至竞技场南入口之前汇入于2015年命名的库尔特·兰道尔广场（Kurt-Landauer-Platz）。竞技场的北面和平整空地的南端共有350个球迷巴士泊位和130个残疾人车辆泊位。在竞技场内部和竞技场门外还有可容纳1200辆车的两层泊位，共计设有11000个停车泊位。

### 立面及天面

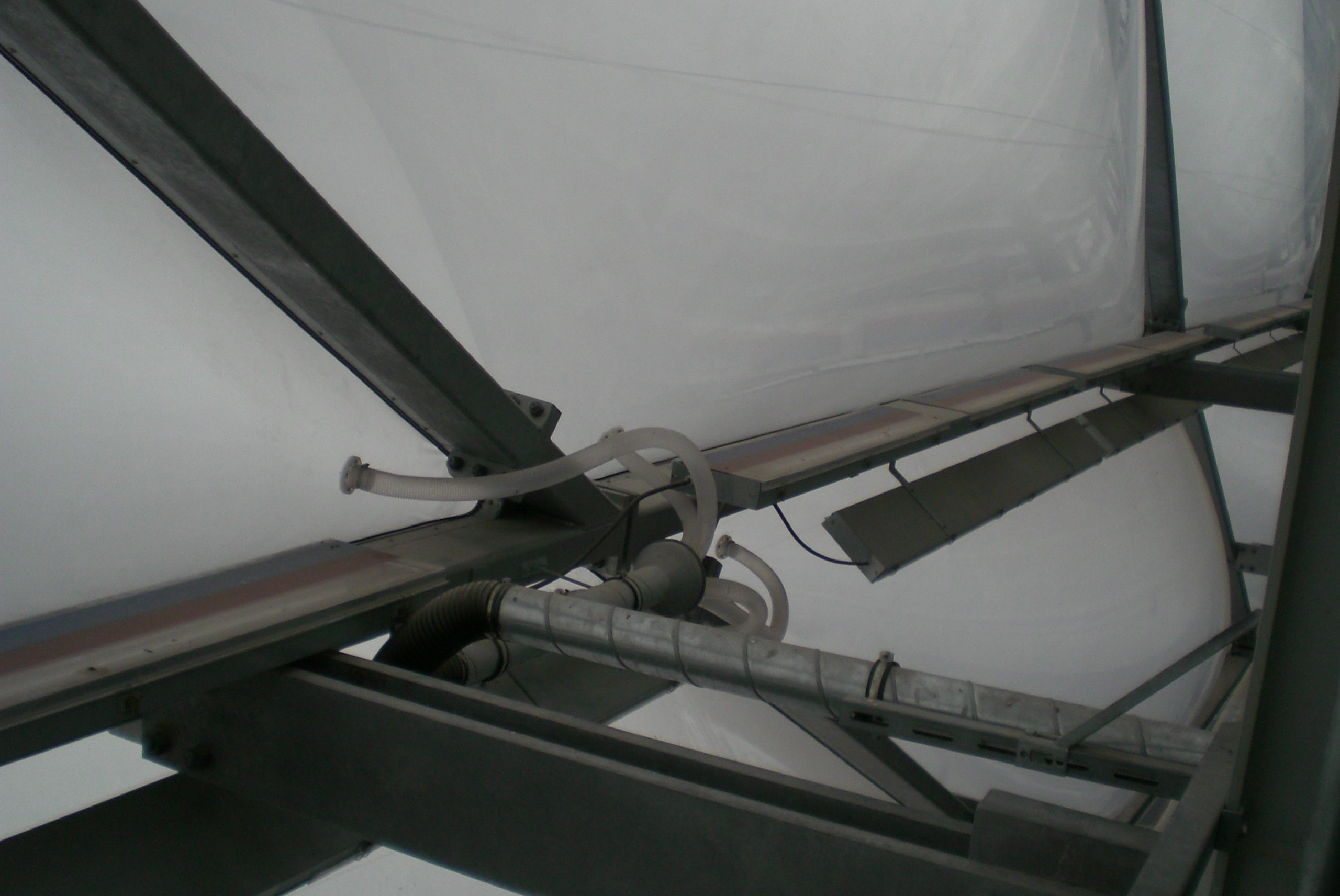
通过软管为安联竞技场的气垫加压。气垫中的荧光灯管（在改用LED之前）可提供红色、蓝色或白色光。

建筑立面是竞技场的一大特色，它由2760块、每块0.2毫米厚的氟塑膜箔垫组成，其中外立面区域的1056块垫片可发光，天面区域的1704块垫片则不可发光。它们的覆盖总面积为66500平方米。呈45°逆时针设置的菱形垫片可以自动照明，在2015年8月以前可以选择单独使用红色、蓝色或白色以及多种亮度。为此，垫片每侧都安装了一个3.5米长的扁平金属盒，当中设有荧光灯管，并通过白色、红色和蓝色的平行玻璃板辐射光线。立面从距离平坦空地通道上方3.5米处的2层开始覆盖。
- 测试光效（2005年初）
- 2013年圣帕特里克节的绿色光效
- 2016年克里斯托弗大街纪念日的彩虹色
- 2016年3月德国对阵意大利比赛期间的国旗色

当拜仁慕尼黑进行主场比赛时，竞技场以红色和白色发光；在国际比赛时，竞技场以白色发光。而在慕尼黑1860的主场比赛时，灯光则为蓝色和白色。2013年3月17日，在圣帕特里克节当天，安联竞技场首度亮起绿色，这是通过绿色射灯实现的。当克罗地亚于2013年7月1日加入欧盟之际，竞技场从6月30日22:00至7月1日凌晨2:00之间又以基于克罗地亚国徽的红白棋盘图案色发光。照明的成本约为每小时50欧元，其亮度如此之高，以至于在晴朗的夜晚，从距离75公里以外的奥地利山峰上，都可以清晰地看到安联竞技场。
2014年5月22日，拜仁俱乐部在其网站上宣布，安联竞技场的垫片立面即将由电子公司飞利浦进行翻新，配备8000个灯具及共计380000个LED。大约29000平方米的照明外壳上的每一个光点都将实现实时定位和控制，例如，可以显示颜色渐变。可供选择的色彩光谱也从三种增加至1600万种。换装的设备还将提高竞技场的环保性能，节省高达60%的能源成本。新的照明系统于2014年10月开始安装，至2015年8月12日、即2015-16赛季的揭幕日投入使用。共有逾300000万个LED分布在26000平方米的表面之中。
在2016年3月29日举办的德国对阵意大利的国际比赛期间，竞技场首次呈现出黑、红、金的德国国旗色。2016年7月4日，时值美国独立日之际，立面又以美国国旗的颜色闪耀。三周后，拜仁展开出访美国之旅。在2016年的克里斯托弗大街纪念日，竞技场于7月9日至10日夜间首次以彩虹旗的颜色点亮。
天面下方附有一个织物吊顶，最初仅在比赛期间闭合，以防日晒并改善声音效果。在没有比赛的日子里，这层覆盖物被部分打开，以便通过位于那里的半透明垫片更好地照亮比赛场地。此外，当草坪实施人工照明时，吊顶也会持续关闭。吊顶下方还有一条LED灯带。当拜仁作赛时，它会持续以红色点亮；而当拜仁取得入球，它则会以红色和白色闪动。
由于其外观形状之故，安联竞技场也常被昵称为“橡皮艇”、“汽车轮胎”或“气垫”。

### 草坪
2013年6月2日，安联竞技场首次因草坪状况不符合要求而取消比赛。
直至2014年夏歇期，近8000平方米的新草坪才完成铺设，它由多块2.2米×15米的大型草皮组成，每块有1.2吨重。自开幕以来，竞技场已整体更换了十多次滚动草皮。铺设过程最多需要两天半的时间，每次费用约为100000欧元。除此之外如有需求，也可进行小面积的更换。
在2014-15赛季之前，比赛草坪是一个由天然草皮和交织人工草皮组成的混合草皮铺设而成。然而，它于2016年9月遭到真菌侵染，使得草皮穿孔，从而使可比赛条件受限，并在草坪上形成了醒目的棕色斑点。同年9月23日，拜仁慕尼黑作为业主方决定彻底铲除草坪以铺设新草皮。它们还决定重新使用历史悠久的天然草皮，新式的混合草皮将不会再出现在安联竞技场。
土壤由多个层级组成：在2.3厘米厚的草皮表面下方是深草皮，然后是上部草坪层、具有蓄水功能的下部草坪层、由沙子组成的排水层以及最底部的防冻砾石层。

### 餐饮、零售及设施管理
安联竞技场的所有餐饮区（商务俱乐部、赞助商酒廊、VIP包厢、售货亭、球迷会面处、点菜餐厅以及媒体俱乐部）均由竞技场一号经营，这是意昂设施管理公司专门为安联竞技场而成立的子公司，并由意昂能源集团全资拥有。2014年，竞技场一号被奥地利高级餐饮企业Do & Co股份公司收购。除餐饮业外，它还经营观众管理、活动管理和设施管理。在占地总面积为6500平方米的所有餐饮摊位中，只能使用所谓的“竞技场一卡通”（ArenaCard）以无现金的方式支付。该卡可以在六台一卡通自助机、售票处、充值站和流动摊贩处购买。现金则可以在所有球迷商店和“竞技场小酒馆”（Arena Bistro）内使用。Apple Pay的付款方式已于2018年12月推出。同时电子球票也可以储存在Wallet之中。
自2018-19赛季开始，场内的饮料将仅以可重复使用的杯子形式供应。转变的目的是为了避免浪费，并更有效地处理能源资源。拜仁俱乐部正在与巴伐利亚州环保部合作。
此外，还有两个日托中心、一个乐高天地和一个拥有800平方米零售空间的拜仁慕尼黑大型商店。它们位于竞技场内部，那里原本还设有一个慕尼黑1860的球迷专卖店，以及Medion、德国电信以及奥迪的卖场和展厅。拜仁体验世界（FCB-Erlebniswelt）于2011年7月在此创建，并于2012年5月开业。此外，售货亭也遍布竞技场内外各处。

### 现场售票
合共54个售票柜台分布在五个入口区域，其中南部四个、北部一个；分别设有48个和6个柜台，其中在南部以气球标识的被称为“购票峡谷”（Kassen-Canyons）。

### 移动通信
整座竞技场由一个专门搭建的移动通信装置所覆盖，该装置包括BTS酒店（这是所有网络运营商的基站所在的位置）以及由中继站和光纤组成的光学分配系统。该装置使观众可以在GSM900/1800和UMTS的频段上通话以及访问互联网。竞技场也提供LTE1800和2600赫兹的覆盖。
自2020年5月以来，竞技场已采用5G移动通信标准。其场内及周边共架设了11组天线。

### 内部照明及电视幕墙
竞技场的泛光灯设备最初是由金屬鹵化物燈组成，它们直至2017年夏季被LED泛光灯所取代。
同样在2017年夏天翻新的还有电视幕墙：在此之前，竞技场的南侧和北侧各安装有一副100㎡的电视幕墙。它们已被200㎡的视频面板所取代，这是当时（截至2017年7月）欧洲最大的屏幕。为了确保从上层的所有座椅都能看到屏幕，在大型屏幕的背面还安装了其它较小的电视幕墙。

## 业权

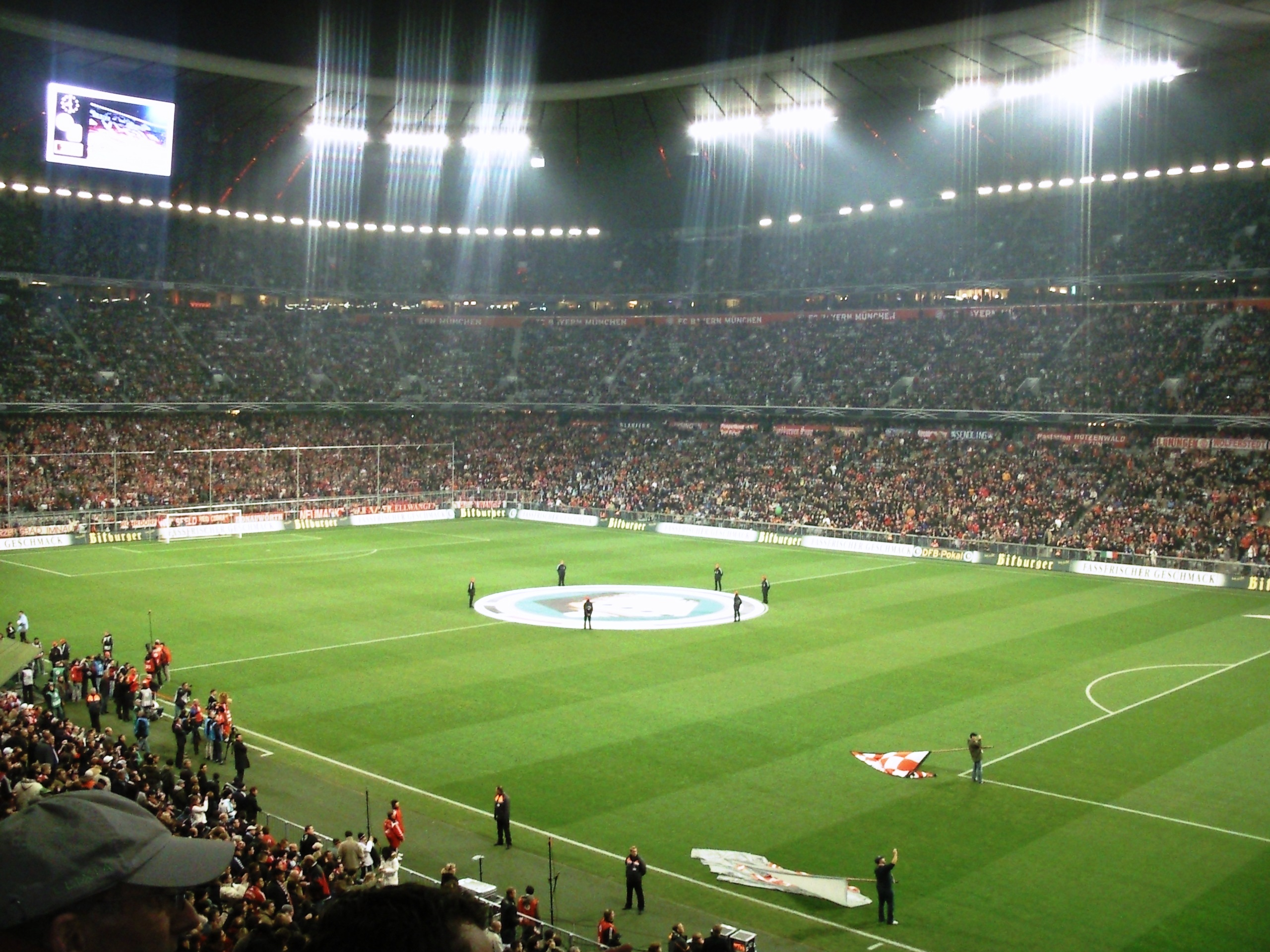
2008年德国足协杯四分之一决赛：拜仁对阵1860的比赛现场

竞技场的业主和所有者是“安联竞技场慕尼黑体育场有限公司”（Allianz Arena München Stadion GmbH），该公司成立于2001年，如今为拜仁慕尼黑股份公司的全资子公司。阿尔派集团则是竞技场的承建方。在2004年至2010年的“体育场纠纷”期间，是由彼得·科斯佩担任公司总经理（2005年6月15日之前与贝恩德·劳施共同担任）。然而于尔根·穆特接任了这个职位。最初，拜仁慕尼黑股份公司与慕尼黑1860双合股份有限公司各自拥有体育场公司50%的股权。两家俱乐部向体育场公司支付的租金旨在偿还建设竞技场的债务。由于股东之一的慕尼黑1860双合股份有限公司的财务问题，它们被迫于2006年4月27日以1100万欧元的价格将其股份出售予拜仁慕尼黑股份公司，后者自此便一直是体育场公司以及安联竞技场的唯一持有人。慕尼黑1860也可以选择在2010年之前回购股票。但在2007年11月，慕尼黑1860双合股份有限公司宣布放弃这一选择权。作为回报，据媒体报道，双方同意将俱乐部两场友谊赛的收益对半分，且与原始合同的安排相反，所得收益将不会流向安联竞技场慕尼黑体育场有限公司。
2014年2月11日，拜仁俱乐部宣布将拜仁慕尼黑股份公司8.33%的股份出售予安联集团，所筹资金将用来偿还安联竞技场的债务。最初的融资方案预计仍将持续14年之久，直至2028年。随着保险巨擘购入股份，双方同意拜仁俱乐部的主场将冠名以“安联竞技场”直至2041年。但根据欧洲足联章程，体育场赞助商名称不得在国际比赛（国家队、欧冠/欧洲联赛等）中使用。在这些情况下，可以使用“慕尼黑世界杯球场”（FIFA WM-Arena München）、“慕尼黑足球竞技场”（Fußball-Arena München）亦或是“慕尼黑竞技场”（Arena München）作为替代名称。竞技场的建设费用约为2.86亿欧元（包括融资费用在内的总成本为3.4亿欧元）。融资是通过欧洲抵押股份公司、德累斯顿银行、来自KGLA集团的封闭式基金以及拜仁慕尼黑股份公司共同以项目融资的形式进行。此外，公共部门还为土地开发和基础设施付出了约2.1亿欧元。另一方面，土地用途从工业用地重新划分为特殊使用区，这使其价值从8400万欧元降低至1400万欧元。地租也随着土地价值的降低而下降。巴伐利亚州议会议员马丁·伦格认为这是反竞争援助，并向欧盟竞争委员会提出申诉。

## 历史

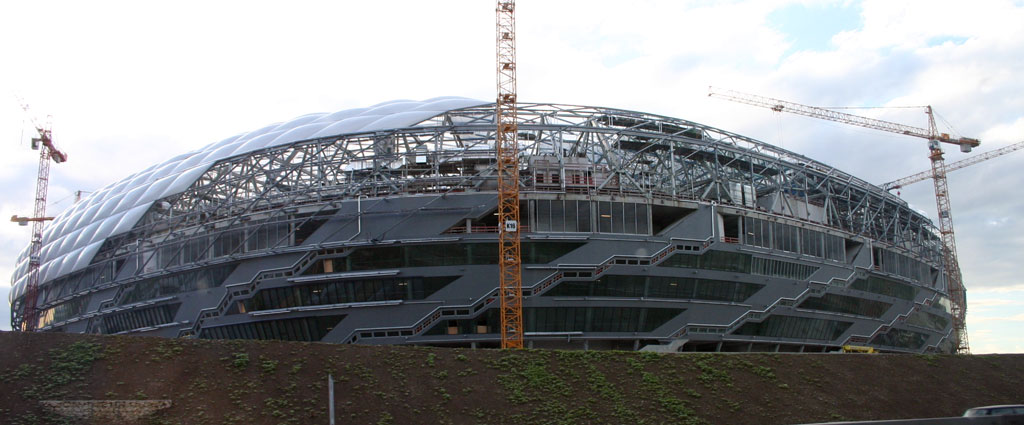
建设中的安联竞技场（2004年）

2001年10月21日，慕尼黑对体育场的建设进行了全民投票，旨在厘清是否应在现址建造新体育场以及该市是否应提供必要的基础设施的问题。对原奥林匹克体育场的改建此前曾遭到其建筑师京特·贝尼施的拒绝。投票结果为65.8%赞成和34.2%反对新建，从而也达成了至少10%赞成的法定票数。而37.5%的投票率则是巴伐利亚州公投中从未达到的数字。随后展开的是建筑设计竞赛，将最初八种模型中的两种设计付诸表决。

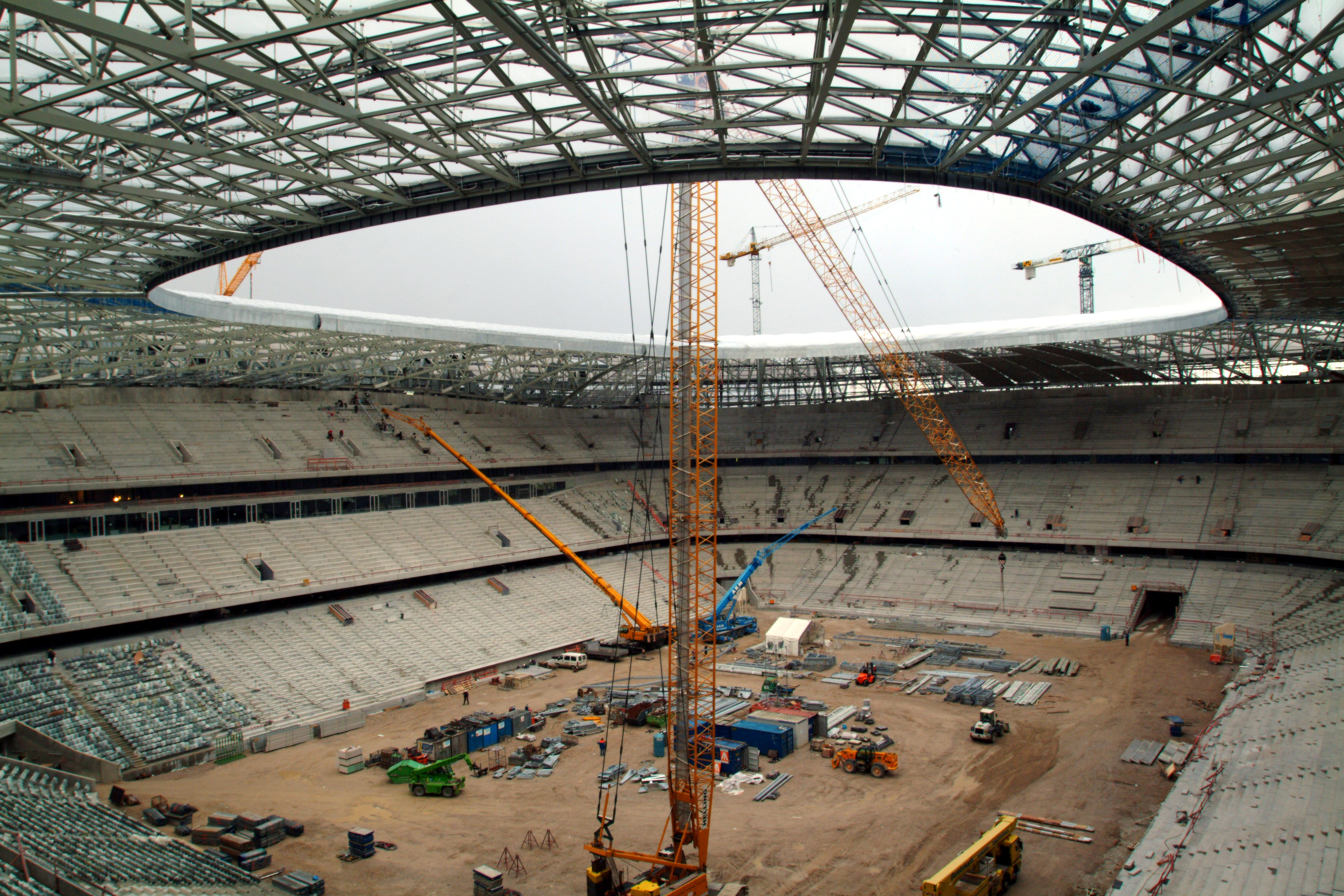
2004年11月的竞技场建筑工地

瑞士建筑事务所赫爾佐格和德梅隆获得了合同，然后开发了可与巴塞尔圣雅各布公园相媲美的一个概念——这个体育场的透明外罩由氟塑膜箔垫制成，可以从内部发光，并可以自我清洁。体育场的建设始于2002年秋季，奠基仪式于同年10月21日举行。2005年4月底，建设工作完成，阿尔派建筑有限公司于2005年4月30日进行了移交。在此期间，卡尔-海因茨·小维尔德莫泽因向建筑公司阿尔派传递内幕信息并获得280万欧元的回报而被判处数年监禁。他是慕尼黑1860俱乐部派驻安联竞技场慕尼黑体育场有限公司的管理代表。
地铁U6线上的弗略特马宁站和玛利亚广场站也作为体育场建设的一部分而得到扩建。弗略特马宁站整体向北迁移并从两条轨道扩展为四条轨道；在车站北端除增设了一座行人天桥外，存车场也得到扩建，以便在比赛结束后迅速提供列车来运送观众。玛利亚广场站则是沿既有的地铁月台隧道增设更多的行人隧道，以使其更容易换乘快铁。在可行性研究取得积极成果后，当局还对地铁U6线进一步向诺伊法恩快铁站延伸进行了调研，但经过初步分析后遭到否决。
A9号高速公路获部分拓宽至双向六或八车道，而A99号高速公路则在竞技场北侧获得了一个单向互通。
在首个2005-06赛季结束后，运营商回顾了在竞技场举行的49场比赛，共录得2633080名观众，其中拜仁的场均观众为67588人，狮队则为41932人。具体而言，这些比赛分别是17场德甲、17场德乙、4场杯赛（2×拜仁、2×狮队）、4场欧冠、1场联赛杯（拜仁）、3场友谊赛（1×拜仁、1×狮队、1×相互对战）、2场揭幕赛和1场测试赛。

### 揭幕及首场比赛

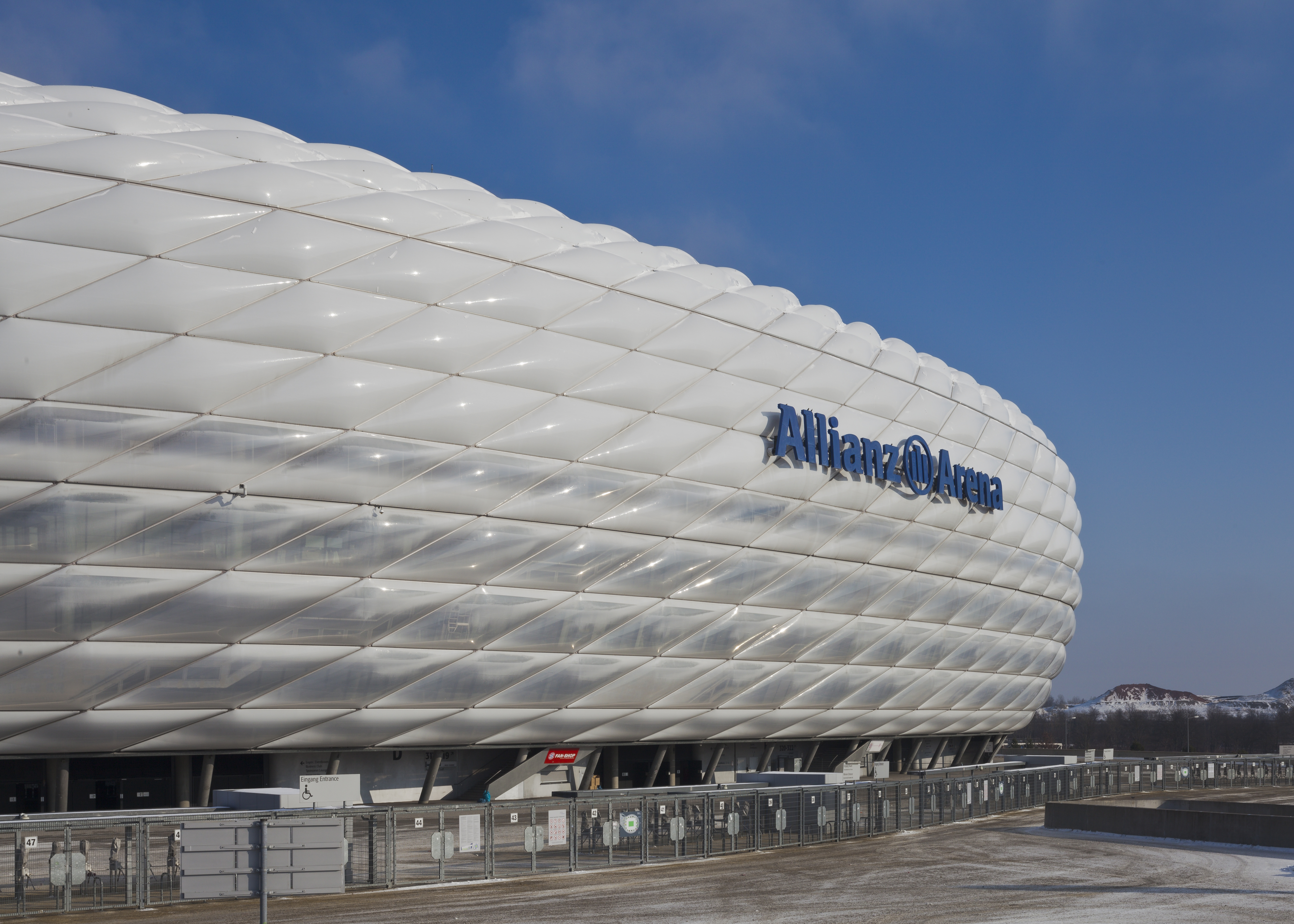
外立面（2011年）

在正式揭幕战之前，有30000名观众于2005年5月19日观看了由慕尼黑两家俱乐部传统球队间对战的测试赛（狮队以3比2获胜），作为对体育场运营的工作流程进行试验运转。贝恩德·劳施在赛后表示，“尽管试验运转整体取得了成功，但所有参与者仍然有很多工作要做”。
随后，竞技场于2005年5月30日正式揭幕，由慕尼黑1860与纽伦堡之间进行了一场友谊赛。帕特里克·米尔希劳姆为狮队取得首个入球，比赛以3比2结束。翌日，拜仁慕尼黑又与德国国家队进行了一场非正式友谊赛，拜仁以4比2取胜。这两场比赛都被66000名观众抢购一空，分别被称为1号揭幕战和2号揭幕战。
作为2005年德国联赛杯的一部分，安联竞技场的首个正式比赛于2005年7月26日举行。拜仁慕尼黑以1比2不敌斯图加特。
竞技场举行的首场德甲比赛是2005年8月5日，由拜仁慕尼黑在第一轮以3比0大胜普鲁士门兴格拉德巴赫；而首场德乙比赛则是一周后、于8月12日由慕尼黑1860对阵汉莎罗斯托克，狮队以4比1获胜。2005年9月9日，德累斯顿迪纳摩在安联竞技场以2比1战胜慕尼黑1860，成为首支赢球的客队。
首场国际比赛是2005年9月27日在拜仁慕尼黑与比利时球队布鲁日之间的欧冠比赛，拜仁以1比0获胜。

### 2006年世界杯足球赛

由德国邮政参考了2006年世界杯揭幕战而发行的、带有“慕尼黑世界杯球场”的附捐邮票

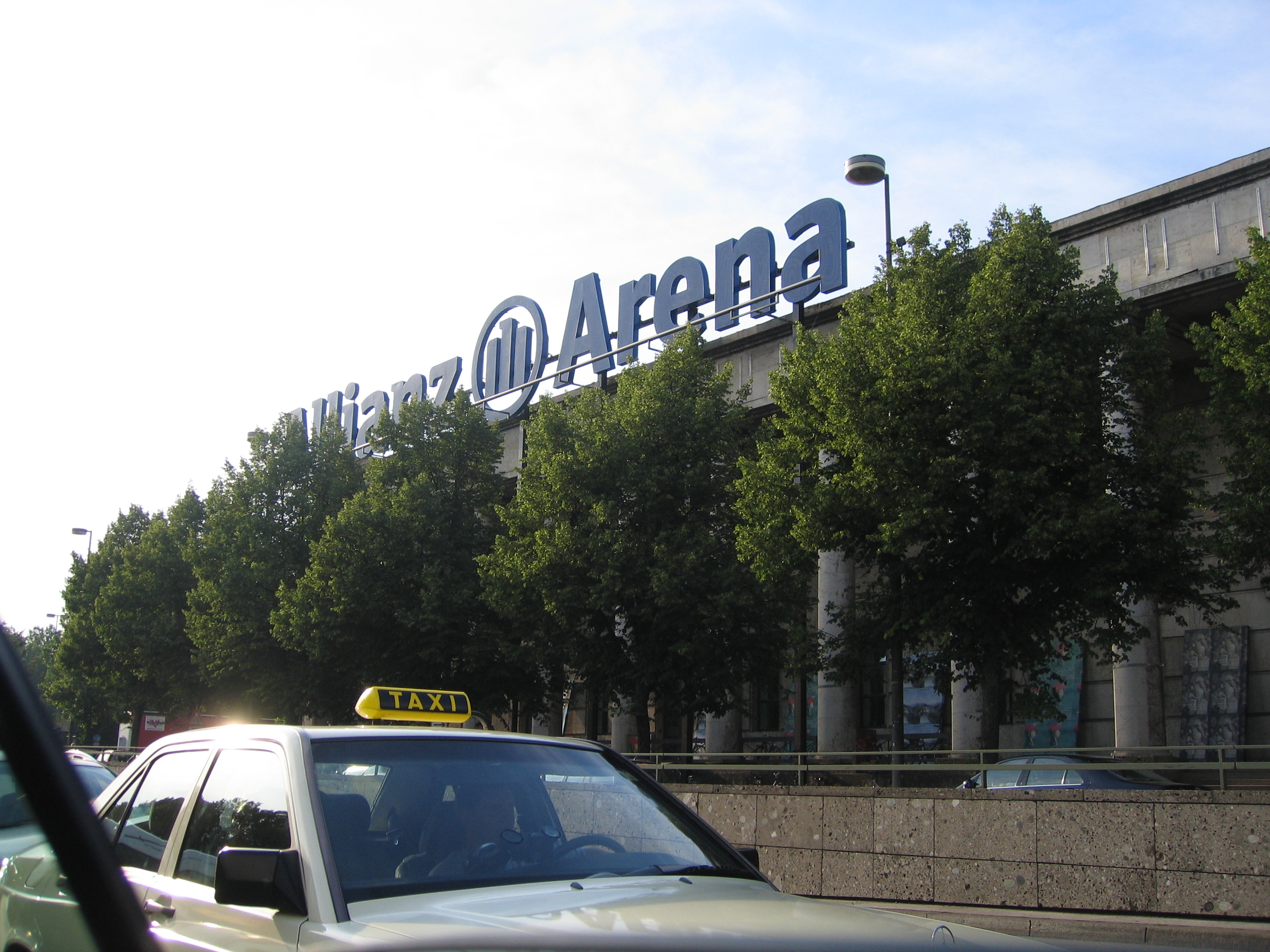
安联竞技场的招牌在2006年世界杯期间被存放于慕尼黑的艺术之家

该竞技场是2006年世界杯足球赛的举办场馆之一，设有66000个席位，仅次于柏林奥林匹克体育场（72000席）和位居威斯特法伦体育场（65000席）之前，是当届世界杯的第二大体育场，且每场比赛都爆满。共有六场比赛——包括四场分组赛、一场八分之一决赛和一场半决赛在这里举行，是继柏林、多特蒙德和斯图加特之后举办场次最多的场地。德国国家足球队在此的首场正式比赛是2006年世界杯足球赛对阵哥斯达黎加队的揭幕战，德国以4比2获胜。由于安联并非国际足联的广告合作伙伴，因此该竞技场被临时更名为“慕尼黑世界杯球场”（FIFA WM-Stadion München），并将“安联竞技场”的字块从该场馆拆除，于世界杯期间移至慕尼黑的艺术之家展出。其拆卸和运输费用约为150000欧元。
在2006年世界杯足球赛期间，竞技场举行了以下比赛：
| 日期          | 时间 （CEST） | 球队 #1  | 赛果 | 球队 #2              | 阶段          | 观众  |
| ------------- | ------------- | -------- | ---- | -------------------- | ------------- | ----- |
| 2006年6月9日  | 18:00         | 德国     | 4–2  |                      | A组（揭幕战） | 66000 |
| 2006年6月14日 | 18:00         | 突尼西亞 | 2–2  | 沙烏地阿拉伯         | H组           | 66000 |
| 2006年6月18日 | 18:00         | 巴西     | 2–0  |                      | F组           | 66000 |
| 2006年6月21日 | 21:00         |          | 3–2  | 塞爾維亞與蒙特內哥羅 | C组           | 66000 |
| 2006年6月24日 | 17:00         | 德国     | 2–0  | 瑞典                 | 八分之一决赛  | 66000 |
| 2006年7月5日  | 21:00         | 葡萄牙   | 0–1  | 法國                 | 半决赛        | 66000 |

### 2012年欧洲冠军联赛决赛

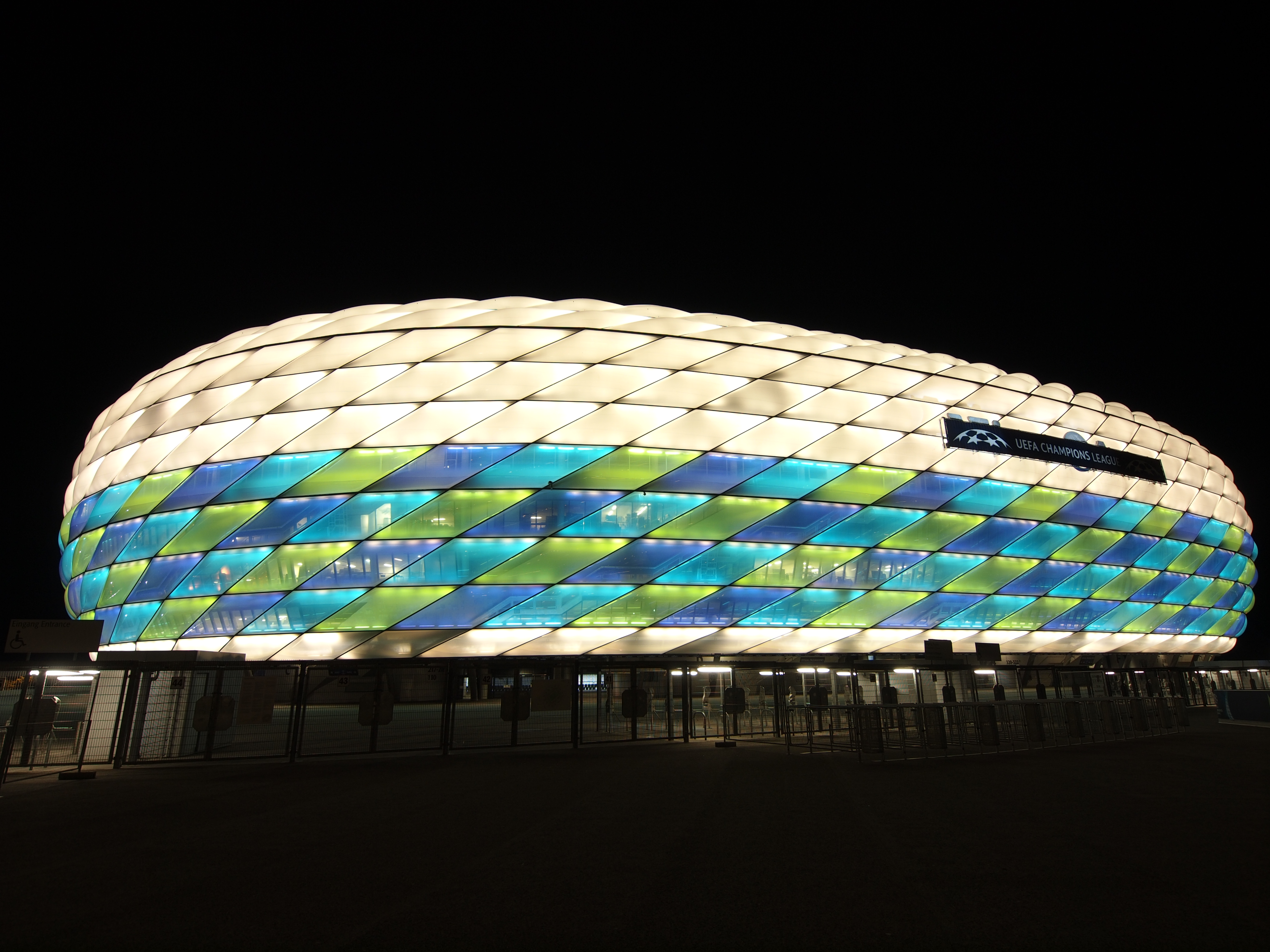
为2012年欧冠决赛而点亮的色彩

2012年5月19日，拜仁慕尼黑与切尔西之间的欧洲冠军联赛决赛在安联竞技场举行。决赛的主办合同是在2009年1月29日授予的。竞技场的外壳首次以专为当届欧冠决赛而设计的标志色发光，用浅蓝色、深蓝色和湖绿色的塑膜贴在既有的菱形箔垫上。由于并非欧洲足联的特约合作伙伴，“安联竞技场”的招牌也被印有“欧洲冠军联赛”（UEFA Champions League）字样的旗帜所遮盖。作为欧洲足联所要求的容量改造措施，时值主要涉及媒体席的扩建期，因此在举行国际赛事时无法像往常一样提供66000席，而是只有62500名观众入场观看了当届决赛。
拜仁慕尼黑成为（自1994年）欧冠改制以来，首支进入在自己主场举行的决赛的球队；也是欧冠有史（自1956年）以来的第四支。这是安联竞技场首次承办欧洲冠军联赛决赛，也是慕尼黑这座城市的第四次（此前三次均为奥林匹克体育场）。拜仁在点球大战中以3比4不敌切尔西而输掉了决赛。双方在加时赛后的比分仍为1比1。

### 慕尼黑1860的迁出
随着慕尼黑1860从德乙联赛直接跌入第四级的巴伐利亚地区联赛，其租约于2017年7月终止，后续的回归也被排除。自此，狮队再度使用绿森林体育场作为其主场，拜仁俱乐部则作为唯一的用户可以根据自己的意愿对竞技场加入新的设计元素。至2018-19赛季，以前基本上是全灰色的内饰被重新塑造为拜仁俱乐部的色调。特别是在75000多个座椅托架中，约有三分之一被更换，并在楼座中分别显示（西看台）和（东看台）和俱乐部标志（北看台）。中层楼座被赋予红色的配色方案。
2018年5月底，竞技场的翻修工程按计划展开。首先，旧座椅被拆除，并单独包装，然后寄给那些接受拜仁俱乐部的定价而以20欧元购买座椅的人。随后，配色的重新塑造开始了。区块中的所有楼级和侧壁均先涂上底漆，进而涂上拜仁红。此外，在售货亭区域的部分球迷空间也进行了主题性粉刷，以纪念俱乐部历史上的伟大时刻，例如2013年欧冠胜利。
2018年8月5日，经过重新设计的竞技场举办了首场比赛。拜仁在全场售罄的75000名观众面前以1比0击败曼彻斯特联。重新设计总共花费了11周的时间。自2018-19赛季起，场内的饮料将仅以可重复使用的杯子供应。押金为每杯2欧元，目的是避免浪费和节省资源。它也可以作慈善用途捐赠。此外，竞技场内还全面禁烟。这适用于所有的烟熏物品，例如香烟、雪茄、烟斗、Iqos或电子烟。吸烟者只允许在4层和5层的指定区域、以及平坦空地和步道上吸烟。

### 2020年欧洲足球锦标赛
为了纪念赛事成立60周年，欧洲足联决定将2020年歐洲足球錦標賽采用无主办国的巡回赛方式在欧洲的12个国家或地区举行。有意向的协会可申请由一个体育场举办三场分组赛外加八分之一决赛，或举办半决赛加决赛。2013年8月30日，德国足协执委会宣布，德国将由慕尼黑申请举办欧锦赛，而来自柏林的竞争申请则被驳回。虽然德国足协最初曾表示有兴趣申办决赛套餐，但它们于2014年9月举办权授予前不久宣布，放弃慕尼黑对决赛和半决赛的申办，转而支持伦敦。慕尼黑的申请最终获得了举办三场分组赛和一场四分之一决赛的权利。安联竞技场的官方容量为70000人，将成为欧锦赛的第三大场馆——仅次于伦敦温布利球场和罗马奥林匹克体育场。由于受到冠状病毒病疫情的影响，当届赛事于2020年3月宣布将推迟一年，至2021年夏初举行。
在2021年欧洲足球锦标赛期间，以下比赛将在慕尼黑举行：
| 日期          | 时间 （CEST） | 球队 #1 | 赛果 | 球队 #2 | 阶段         | 观众   |
| ------------- | ------------- | ------- | ---- | ------- | ------------ | ------ |
| 2021年6月15日 | 21:00         | 法國    | 1–0  | 德国    | F组          | 13,000 |
| 2021年6月19日 | 18:00         | 葡萄牙  | 2–4  | 德国    | F组          | 12,926 |
| 2021年6月23日 | 18:00         | 德国    | 2–2  | 匈牙利  | F组          | 12,413 |
| 2021年7月2日  | 21:00         | 比利时  | 1–2  | 義大利  | 四分之一决赛 | 12,984 |

### 2023年欧洲冠军联赛决赛
拜仁慕尼黑足球俱乐部曾与慕尼黑市和安联竞技场一同竞争2021年欧洲冠军联赛决赛的举办权。根据欧洲足联的说法，其唯一的竞争对手是拥有2018年世界杯体育场的俄罗斯圣彼得堡。2019年2月13日，慕尼黑市议会通过了向欧洲足联提交2021年决赛的申请文件。倘若慕尼黑赢得举办权，将会于决赛日前后在奥林匹克公园举行为期多天的“冠军嘉年华”。据该市估计，举办相关活动的成本约为850万欧元。该申请也可延期至2022年决赛。至2019年初，欧洲足联决定将2021年和2022年决赛的举办权一揽子发布。这意味着两个候选城市都将分别获得决赛的举办权。2019年9月24日，欧洲足联将2022年决赛授予慕尼黑。由于受到冠状病毒病疫情的影响以及相应的赛事调整，由慕尼黑举办的决赛最终在2025年进行。

### 2024年欧洲足球锦标赛
2013年10月，德国足协董事会宣布，德国将申请主办2024年欧洲足球锦标赛。作为14个候选城市之一，慕尼黑向德国足协申请以安联竞技场作为场地。2017年9月15日，德国足协董事会将合同授予慕尼黑。在欧洲足联于2018年选择德国举办2024年欧锦赛之后，慕尼黑已被确认为比赛场地，并可能成为决赛的候选者。
无论如何，安联竞技场都将成为历史上首座连续两届举办欧洲足球锦标赛决赛圈的体育场。

### 2025年欧洲国家联赛决赛圈
2025年欧洲国家联赛决赛周在德国举行，安联竞技场与曼合普竞技场一道获德國足球協會选为比赛场地。6月8日举行的2025年歐洲國家聯賽決賽期间，在加时赛上半场，球场主看台二层的一名球迷坠落至下层座席，现场医护人员与工作人员对其进行了救治，最终男子因伤势过重，于次日宣告死亡。

## 德国国家足球队比赛

### 男足
截至2018年9月6日，德国男子国家足球队已经在安联竞技场上踢了七场比赛。 在2020年欧洲足球锦标赛上，德国队应在慕尼黑参加全部三场分组赛。由于受到冠状病毒病疫情的影响，当届赛事于2020年3月宣布将推迟一年，至2021年夏初举行。
| 日期           |      | 赛果 |        | 赛事                     |
| -------------- | ---- | ---- | ------ | ------------------------ |
| 2006年6月9日   | 德国 | 4–2  |        | 2006年世界杯分组赛       |
| 2006年6月24日  | 德国 | 2–0  | 瑞典   | 2006年世界杯八分之一决赛 |
| 2007年10月17日 | 德国 | 0–3  | 捷克   | 2008年欧锦赛预选赛       |
| 2010年3月3日   | 德国 | 0–1  | 阿根廷 | 友谊赛                   |
| 2013年9月6日   | 德国 | 3–0  | 奥地利 | 2014年世界杯预选赛       |
| 2016年3月29日  | 德国 | 4–1  | 義大利 | 友谊赛                   |
| 2018年9月6日   | 德国 | 0–0  | 法國   | 2018-19赛季欧洲国家联赛  |
| 2021年6月15日  | 德国 | 0–1  | 法國   | 2020年欧锦赛分组赛       |
| 2021年6月19日  | 德国 | 4–2  | 葡萄牙 | 2020年欧锦赛分组赛       |
| 2021年6月23日  | 德国 | 2–2  | 匈牙利 | 2020年欧锦赛分组赛       |

### 女足
为了备战2013年歐洲女子足球錦標賽，德国国家女子足球队曾在安联竞技场与日本队进行过一场友谊赛。这场比赛共吸引了46104名观众入场观战。
| 日期          |      | 赛果 |      | 赛事   |
| ------------- | ---- | ---- | ---- | ------ |
| 2013年6月29日 | 德国 | 4–2  | 日本 | 友谊赛 |

## 外部連結
- 圖片 安联球场
- 安聯球场官方網站 （页面存档备份，存于）
- BBC世界盃球場：慕尼黑 （页面存档备份，存于）

| 前任： 溫布萊球場 (英格蘭倫敦) | 歐洲聯賽冠軍盃 決賽舉行場地 2011-12年 | 繼任： 溫布萊球場 (英格蘭倫敦) |